# برنسيس دودو
برنسيس دودو (بالإنجليزية: Princess Dudu) هي لاعبة تايكوندو نيجيرية، ولدت في 20 أكتوبر 1978 في بنين في نيجيريا.

## وصلات خارجية
- برنسيس دودو على موقع TaekwondoData.com (الإنجليزية)
- برنسيس دودو على موقع أوليمبيديا (الإنجليزية)